# Camilla Moroni
Camilla Moroni (8 de julio de 2001) es una deportista italiana que compite en escalada. Ganó una medalla de plata en el Campeonato Mundial de Escalada de 2021, en la prueba de bloques.

## Palmarés internacional
| Campeonato Mundial | Campeonato Mundial | Campeonato Mundial | Campeonato Mundial |
| Año                | Lugar              | Medalla            | Prueba             |
| ------------------ | ------------------ | ------------------ | ------------------ |
| 2021               | Moscú (Rusia)      | Medalla de plata   | Bloques            |